# زارچنویه (داغستان)
زارچنویه (به لاتین: Zarechnoye) یک منطقهٔ مسکونی در روسیه است که در شهرستان کیزلیارسکی واقع شده‌است.